# Emirates Cricket Board
Das Emirates Cricket Board (ECB; arabisch مجلس الإمارات للكريكيت) ist der nationale Dachverband für Cricket in den Vereinigten Arabischen Emiraten. Der im Jahr 1989 gegründete Verband hat seinen Sitz in Schardscha. Seit 1990 vertritt er die Vereinigten Arabischen Emirate beim Weltverband International Cricket Council (ICC) als Associate Member und seit 1984 beim Kontinentalverband Asian Cricket Council (ACC).

## Geschichte
Die Gründung des Verbandes Emirates Cricket Board erfolgte im Jahr 1989. Ein Jahr später wurde er assoziiertes Mitglied (Associate Member) des International Cricket Council (ICC). 1984 wurde die ECB außerdem Mitglied der Asian Cricket Conference (ACC; heute Asian Cricket Council).

## Aufgabe
Das Emirates Cricket Board stellt die die Vereinigten Arabischen Emirate vertretenden Cricket-Nationalmannschaften, einschließlich der für die Männer, Frauen und Jugend, zusammen. Der Verband ist außerdem verantwortlich für die Durchführung von ODI- und T20I-Serien gegen andere Nationalmannschaften sowie die Organisation von Heimspielen und -turnieren. Neben der Aufstellung des Teams ist er verantwortlich für den Kartenverkauf, der Gewinnung von Sponsoren und der Vermarktung der Medienrechte.
Daneben organisiert der Verband das Kinder- und Jugend-Cricket in den Vereinigten Arabischen Emiraten. Wie andere Cricketnationen verfügen die Vereinigten Arabischen Emirate über U-19-Nationalmannschaften für Jungen und Mädchen, die an den entsprechenden Weltmeisterschaften (Jungen und Mädchen) teilnehmen.
Zu den Verbandsaufgaben gehört auch die Austragung internationaler Turniere. So war das Emirates Cricket Board zusammen mit Oman Gastgeber des T20 World Cup 2021. Dies war das erste internationale Cricketturnier, das komplett in assoziierten Mitgliedern des ICC stattfand. Danach war man Gastgeber der Champions Trophy 2025 (zusammen mit Pakistan).

## Logo
Das Logo des Emirates Cricket Board zeigt einen Falken der Quraisch mit dem Schriftzug UAE Cricket Board darunter.